# Stacy-Ann Gooden
Stacy-Ann Gooden là một người mẫu và nhà khí tượng học người Mỹ, Hiện đang trình bày trên NY1, trước đây cô đã làm việc tại một số trạm ở khu vực đô thị New York bao gồm WNYW, WRNN-TV và News 12 Networks.

## Đời sống
Gooden sinh ra ở Jamaica và lớn lên ở Brooklyn, thành phố New York. Cô đã lấy bằng cử nhân tại Đại học St. John's và chuyên ngành khoa học địa chất tại Đại học bang Mississippi. Cô đã làm việc như một mỏ neo giao thông trong Ngày tốt lành của New York từ năm 2004 đến 2007  và Giao thông Metro cho Tin tức 12 Mạng. Trong chương trình phát sóng. cô đã báo cáo các bài tập chung, chỉnh sửa các câu chuyện tin tức chung và làm phim với tư cách là nhà quay phim ở New York và New Jersey.
Là một người mẫu, Gooden xuất hiện trên các tạp chí như YM và The Source. Cô đã giành được vương miện cho Hoa hậu New York Mỹ Hoa Kỳ vào năm 2002 và vào bán kết cuộc thi Hoa hậu Hoàn vũ Jamaica 2002.

### Sự công nhận
- Giải thưởng Câu lạc bộ Báo chí New York cho tác phẩm của cô bao gồm Bão Sandy.[1]
- Khen thưởng của Thượng viện bang New York cho công việc cộng đồng của cô với tổ chức phi lợi nhuận Neighbor with Neighbor [5]

### Cuộc sống cá nhân
Gooden kết hôn năm 2005, và có hai con; cô viết blog về những trải nghiệm của mình khi nuôi dạy những đứa trẻ chủng tộc hỗn hợp tại Weather Anchor Mama.